# Герб Сорокинського району
Герб Сорокинського райо́ну — один з символів Сорокинського району Луганської області, затверджений 23 березня 2001 року рішенням Краснодонської районної ради.
Автор герба — Н. Жалибіна.

## Опис
Герб являє собою щит чотирикутної форми із півколом в основі з полями синього та зеленого кольорів. В центрі щита розташоване зображення газової вежі з факелом і териконами, що вказує на наявність покладів вугілля і газу в регіоні. В центрі синього поля знаходиться зображення сонця, що позначає схід України. Два золоті колоски пшениці вказують на багатство краю хлібом. Щит обрамлено червоною стрічкою, знизу якої знаходиться напис «Сорокинський район».

## Символіка кольорів
- Червоний — символ хоробрості і мужності.
- Синій уособлює велич, красу, колір неба.
- Зелений символізує надію та достаток.